# U-105 (1940)
U-105 — большая океанская немецкая подводная лодка типа IX-B, времён Второй мировой войны. Заводской номер 968.
Введена в строй 10 сентября 1940 года. Входила в 2-ю флотилию до 2 июня 1943 года. Совершила 9 боевых походов, потопила 22 судна (123 924 брт) и потопила 1 военное судно (1 546 брт). Потоплена 2 июня 1943 года недалеко от Дакара, бомбами сброшенными с французского самолёта-амфибии, погибло 53 человека.